# 拉烏尼翁 (新墨西哥州)
拉烏尼翁（英語：La Union）是位於美國新墨西哥州唐娜安娜縣的普查規定居民點。

## 人口
根據2020年美國人口普查的數據，拉烏尼翁的面積為10.73平方千米，皆為陸地。當地共有人口997人，而人口密度為每平方千米92.92人。